# 纳戈尔内站
納戈爾内站（羅馬化：Nagornaya）是莫斯科地鐵謝爾普霍夫－季米里亞澤夫線的一個車站。車站的深度是地下9米，每日平均客流量17,200人。